# Voile vers Byzance
Voile vers Byzance est une anthologie de nouvelles de science-fiction de Robert Silverberg.
Ce recueil regroupe une sélection des trente meilleures nouvelles de l'auteur publiées entre 1981 et 1988. Il forme le troisième tome de la série Nouvelles au fil du temps.

## Publications

### Publications en France
Le recueil a été publié en avril 2003 chez Flammarion dans la collection Imagine. Il a été réédité en décembre 2005 en « format poche » chez J'ai lu, collection Science-Fiction, sous le no 7845  (ISBN 978-2290348659).

## Liste des nouvelles

### Un millier de pas sur la via Dolorosa
- Titre original : A Thousand Paces Along the Via Dolorosa.
- Parutions :
  - aux États-Unis : juillet 1981 dans Rod Serling's The Twilight Zone Magazine.
  - en France : Inédit.
- Situation dans le recueil (éd. J'ai lu) : p. 14 à 45
- Traduction : Pierre-Paul Durastanti
- Résumé :
- Liens externes :
  - « Liste des publications en France » sur le site NooSFere
  - Fiche sur iSFdb : liste des publications dans le monde

### Comment on s'amuse à Pelpel
- Titre original : How They Pass the Time in Pelpel.
- Parutions :
  - aux États-Unis : mai 1981 dans Rod Serling's The Twilight Zone Magazine
  - en France : 1982 dans Les Chants de l'été
- Situation dans le recueil (éd. J'ai lu) : p. 46 à 66
- Traduction : Jacques Chambon
- Résumé :
- Liens externes :
  - « Liste des publications en France » sur le site NooSFere
  - Fiche sur iSFdb : liste des publications dans le monde

### Le Palais de minuit
- Titre original : The Palace at Midnight.
- Publications : 
  - en anglais, première édition dans Omni, juillet 1981 ;
  - en français :
    - dans l'anthologie Univers 1982 (1982) sous le titre L'Empereur de minuit ;
    - dans l'anthologie Voile vers Byzance (2003, réédition en 2005) sous le titre Le Palais de minuit ;

  - en allemand, sous le titre Der Palast um Mitternacht[1] (1983) ;
  - en italien, sous le titre Il palazzo a mezzanotte[2] (1988).
- Distinction : classé 9e au prix Locus de la meilleure nouvelle courte 1982.
- Situation dans  (éd. J'ai lu) : p. 67 à 87.
- Traduction : Michel Deutsch, revue par Pierre-Paul Durastanti pour la présente édition.
- Résumé : Dans une Amérique déliquescente en proie au chaos politique, divisée en plusieurs centaines d'États, de républiques, de royaumes et de principautés, Tom Christensen, ministre des Affaires étrangères de l'Empire de San Francisco, doit recevoir la visite d'Elaine Sawyer, ambassadrice de la république de Monterey. Celle-ci vient apprendre à Christensen, sous le sceau du secret, que les soldats de l'État libre de Mendocino (allié au royaume des Wicca) s'apprêtent à attaquer San Francisco. Mme Sawyer propose l'aide de Monterey, en échange de quoi San Franciso épaulerait Monterey dans son conflit territorial l'opposant à San José au sujet de Santa Cruz. Après cette réunion fructueuse, Mme Sawyer révèle à Christensen qu'elle souhaiterait rencontrer au moins une fois l'empereur Norton VII. Christensen étant pour le moins hésitant, elle insiste. Finalement, Christensen lui dit que cela est possible : l'empereur pourrait la recevoir vers minuit (d'où le titre de la nouvelle). À minuit donc, Mme Sawyer rencontre l’empereur : « (…) C'était une créature souffreteuse, au teint terreux et à la démarche flageolante, que soutenaient le grand chambellan et le commandant de la garde impériale (...). Le vieux faisait vraiment peine à voir. Le ministre de l'avait pas vu depuis plusieurs semaines, mais avec sa mâchoire pendante, ses lèvres écumantes et son œil hagard, le monarque avait l’air d'un déterré. (…) ». De retour à la résidence de Christensen, Elaine Sawyer lui confie qu'elle ne révèlera pas à ses concitoyens l’état de santé de l'empereur Norton VII : à Monterey, on a trop envie de croire en la puissance et en la protection de cet empire et de son empereur.
- Liens externes : 
  - Notice sur Noosfère
  - Notice sur iSFdb

### L'Homme qui flottait dans le temps
- Titre original : The Man who floated in Time.
- Situation dans le recueil (éd. J'ai lu) : p. 88 à 102
- Traduction : Iawa Tate, nouvelle traduction de Jacques Chambon pour la présente édition.

### Gianni
- Titre original : Gianni.
- Parutions :
  - aux États-Unis : février 1982 dans Playboy
  - en France : 1989 dans Compagnons secrets
- Situation dans le recueil (éd. J'ai lu) : p. 103 à 131
- Traduction :
- Résumé :
- Liens externes :
  - « Liste des publications en France » sur le site NooSFere
  - Fiche sur iSFdb : liste des publications dans le monde

### Le Pape des chimpanzés
- Titre original : The Pope of the Chimps.
- Situation dans le recueil (éd. J'ai lu) : p. 132 à 156.
- Traduction : Iawa Tate pour Univers 1983 ; traduction revue par Pierre-Paul Durastanti pour la présente édition.

### Le Cocktail congloméroïde
- Titre original : At the Conglomeroid Cocktail Party.
- Parutions :
  - aux États-Unis : août 1982 dans Playboy
  - en France : 1986 dans l'anthologie ADN Société Anonyme
- Situation dans le recueil (éd. J'ai lu) : p. 157 à 170
- Traduction : Jacques Chambon
- Résumé : La nouvelle débute par ces mots : « Je suis tout ce qu'il y a de contemporain. Je suis congloméroïde. Je suis post-causal, anti-linéaire, pepto-moderne. » Dans cette société future, les membres de l'hyper-élite modifient leur corps à volonté grâce à la génétique, en mixant leur ADN avec celui d'animaux ou de plantes. Ces corps peuvent donc prendre diverses « Configurations » au fil des années. Bien évidemment, la configuration humaine de l'espèce, appelée Configuration standard, est laissée à la plèbe et aux classes sociales inférieures. Le narrateur s'appelle Sandalphon, il a 93 ans, et comme ses amis, il a trituré son corps à maintes reprises. Il est invité en Australie pour une « fœtus party » où il y aura « de nouvelles têtes ». Là, il rencontre Domitilla, jeune femme de 19 ans, qui en est à sa cinquième Configuration. Sandalphon gagne le premier prix de la soirée, qui est la possibilité de passer un mois en compagnie de Domitilla. Au cours de cette période, il vit donc avec la jeune fille, et finit par en tomber amoureux. À la fin de la période, Domitilla décide de changer de corps. Elle ose alors changer son corps en… configuration standard, ce qui est inimaginable pour Sandalphon, qui analyse ce geste comme une rébellion sociale et une quasi-folie. Ils se séparent en mauvais termes. Un an plus tard, il la revoit : elle a de nouveau changé de configuration. La nouvelle se termine ainsi : « (…) ailes de coléoptère noir et jaune, taches phosphorescentes sur les cuisses et les avant-bras, moustaches de chat, crocs pointus comme des aiguilles. Elle a regardé dans ma direction, nos yeux se sont rencontrés et l'échange qui s'est ensuivi m'a brûlé jusqu'à l'os. Elle a éclaté d'un rire qui m’a donné envie de rentrer sous terre, tant il était chargé de moquerie post-causale et de mépris anti-linéaire. Elle m'anéantissait devant tout le monde. J'ai fui. Je fuis encore. Peut-être suis-je condamné à la fuir à tout jamais. »
- Liens externes :
  - « Liste des publications en France » sur le site NooSFere
  - Fiche sur iSFdb : liste des publications dans le monde

### Le Problème de Sempoanga
- Titre original : The Trouble with Sempoanga.
- Parutions :
  - aux États-Unis : 1982 dans le magazine Beyond
  - en France : Inédit
- Situation dans le recueil (éd. J'ai lu) : p. 171 à 184
- Traduction : Pierre-Paul Durastanti
- Dans sa préface à la nouvelle, Robert Silverberg explique que « de nos jours, on pourrait y voir une métaphore du SIDA, mais en 1981, le SIDA n'avait pas encore fait son apparition comme problème majeur ; si je me suis inspiré du monde réel, c'est en songeant à l'épidémie d'herpès génital qui alimentait nombre de conversations aux États-Unis à ce moment-là. »
- Résumé : Citoyen de la planète Waldemar, Helmut Schweid est venu passer des vacances sur la planète Sempoanga. Il a été averti de la maladie sexuellement transmissible locale, le « zanjak », qui entraîne pour la personne infectée l'obligation de vivre le reste de sa vie sur cette planète. En effet, l'humanité ne peut pas permettre la diffusion de cette maladie hors de la planète Sempoanga, faute de quoi la totalité de l’espèce humaine risquerait d'être infectée. Le lendemain soir de son arrivée, Helmut Schweid se fait courtiser par une femme, mais au moment d'aller ensemble dans sa chambre, elle lui révèle qu'elle est atteinte de la maladie. Il la quitte alors précipitamment. Le lendemain soir, il rencontre Marbella, dont il tombe très vite amoureux. Ils ont des relations sexuelles ensemble. Puis il apprend que Marbella était infectée. Il lui fait le reproche de ne pas l'avoir averti ; elle répond qu'elle pensait qu'ayant couché avec la femme du premier soir, il était lui aussi infecté, si bien qu'elle ne pensait pas, elle, lui transmettre la maladie. Furieux, désarçonné, il consulte le médecin de l'hôtel, qui lui explique les démarches à suivre : protocole médical, transfert en hôpital spécialisé, quarantaine, etc. La vie d'Helmut Schweid change alors radicalement, puisqu'il doit rester jusqu'à sa mort sur Sempoanga. Plusieurs années après, il a refait sa vie avec Marbella, qui est devenue sa compagne, et il considère désormais son ancienne vie sur Waldemar comme une période de sa vie totalement révolue et quasiment oubliée.
- Liens externes :
  - « Liste des publications en France » sur le site NooSFere
  - Fiche sur iSFdb : liste des publications dans le monde

### L'Amant de Jennifer
- Titre original : Jennifer's Lover.
- Parutions :
  - aux États-Unis : mai 1982 dans Penthouse.
  - en France : 1989 dans le recueil Compagnons secrets (éditions Denoël)
- Situation dans le recueil (éd. J'ai lu) : p. 185 à 209
- Traduction : Jacques Chambon
- Résumé : Finch et Jennifer se sont mariés vers l'âge de 23 ans. Ils ont eu deux enfants, Samantha et Jason. Finch est commercial et, dans le cadre de tournées, vend du matériel informatique. Un jour, il découvre que Jason joue avec un jouet étrange, d'apparence futuriste. Jason lui annonce que c'est « Nort » qui le lui a donné. Par la suite, plusieurs indices laissent à penser à Finch que Jennifer pourrait avoir une liaison avec un homme. Un soir, rentrant plus tôt que prévu de son travail, il trouve Jennifer au lit avec un homme, plus jeune qu'elle. Jennifer lui annonce qu'il s'agit de Nort, un arrière-arrière-petit-neveu, un lointain descendant de sa sœur, venant par voyage temporel depuis l'an 2215. Une discussion houleuse s'ensuit, et Nort, au moment où il va utiliser sa machine temporelle pour rejoindre son époque, est rejoint par Samantha : tous deux disparaissent. Par la suite, Finch « colmate » sa vie comme il peut. Aidé de ses parents, il pourvoit à l'entretien et à l'éducation de ses deux jeunes enfants, les élève, divorce de Jennifer pour cause de rupture de la vie commune, rencontre une femme divorcée, se marie avec elle. Vingt-trois ans après, Jennifer est oubliée. Un 24 décembre en soirée, Jennifer apparaît soudainement dans le salon de la maison. Seuls Finch et Samantha ont compris « qui » venait d'apparaître. En fait, Jennifer s'est trompée dans le mécanisme de la machine à remonter dans le temps : pensant arriver au Noël de l'année qu'elle avait quittée, elle apparaît au moment où ses enfants sont grands et où son ex-mari a refait sa vie. Sa fille Samantha lui lance : « Tu n'as plus ta place ici, tu sais. Nous sommes en train de vivre un moment heureux et nous n'avons pas besoin de toi, nous ne voulons pas de toi. Veux-tu t'en aller, je te prie ? »  Terrifiée par les paroles de sa fille, Jennifer repart au XXIIIe siècle, et personne ne la revit jamais.
- Liens externes :
  - « Liste des publications en France » sur le site NooSFere
  - Fiche sur iSFdb : liste des publications dans le monde

### Pas notre frère
- Titre original : Not Our Brother.
- Parutions :
  - aux États-Unis : juillet 1982 dans Rod Serling's The Twilight Zone Magazine
  - en France : 1989 dans Pavane au fil du temps
- Situation dans le recueil (éd. J'ai lu) : p. 210 à 237
- Traduction : Pierre K. Rey, revue par Pierre-Paul Durastanti pour la présente édition
- Résumé :
- Liens externes :
  - « Liste des publications en France » sur le site NooSFere
  - Fiche sur iSFdb : liste des publications dans le monde

### Une aiguille dans une meule de temps
- Titre original : Needle in a Timestack.
- Parutions :
  - aux États-Unis :
  - en France :
- Situation dans le recueil (éd. J'ai lu) : p. 238 à 261
- Traduction : Pierre K. Rey, revue par Pierre-Paul Durastanti pour la présente édition
- Résumé :
- Liens externes :
  - « Liste des publications en France » sur le site NooSFere
  - Fiche sur iSFdb : liste des publications dans le monde

### La Substitution
- Titre original : The Changeling.
- Parutions :
  - aux États-Unis :
  - en France :
- Situation dans le recueil (éd. J'ai lu) : p. 262 à 290
- Traduction : Jacques Chambon
- Résumé :
- Liens externes :
  - « Liste des publications en France » sur le site NooSFere
  - Fiche sur iSFdb : liste des publications dans le monde

### Le Chemin du retour
- Titre original : Homefaring.
- Parutions :
  - aux États-Unis :
  - en France :
- Situation dans le recueil (éd. J'ai lu) : p. 291 à 368
- Traduction : Claire Fargeot, revue par Pierre-Paul Durastanti pour la présente édition
- Résumé :
- Liens externes :
  - « Liste des publications en France » sur le site NooSFere
  - Fiche sur iSFdb : liste des publications dans le monde

### Basileus
- Titre original : Basileus
- Situation dans le recueil (éd. J'ai lu) : p. 369 à 395
- Traduction : Hélène Collon

### Pavane dans le flot du temps
- Titre original : Dancers in the Time-Flux
- Parutions :
  - aux États-Unis :
  - en France :
- Situation dans le recueil (éd. J'ai lu) : p. 396 à 420
- Traduction : Pierre K. Rey, revue par Pierre-Paul Durastanti pour la présente édition
- Résumé :
- Liens externes :
  - « Liste des publications en France » sur le site NooSFere
  - Fiche sur iSFdb : liste des publications dans le monde

### Porte de corne, porte d'ivoire
- Titre original : Gate of Horn, Gate of Ivory
- Parutions : Universe 14 (anthologie), éditions Doubleday, 1984.
- Situation dans le recueil (éd. J'ai lu) : p. 421 à 430
- Traduction : Pierre-Paul Durastanti
- Résumé : Une nuit, un homme rêve et se retrouve propulsé dans le futur. Il entre en contact avec des hommes et des femmes qui lui disent que l'humanité n'a pas énormément évolué entre son époque et celle dans laquelle il est arrivé. Mais ils refusent de lui dire si cette époque présente est éloignée ou non de sa propre époque. Le rêve prend fin.
- Liens externes :
  - « Liste des publications en France » sur le site NooSFere
  - Fiche sur iSFdb : liste des publications dans le monde

### Amanda et l'extraterrestre
- Titre original : Amanda and the Alien
- Parutions :
  - aux États-Unis : mai 1983 dans Omni
  - en France : 1989 dans le recueil Pavane au fil du temps
- Situation dans le recueil (éd. J'ai lu) : p. 431 à 453
- Traduction : Pierre K. Rey, revue par Pierre-Paul Durastanti pour la présente édition
- Résumé : Des extraterrestres sont arrivés sur Terre, en Californie. Les autorités américaines se sont empressées de les « interner provisoirement » dans un camp créé ad'hoc, dans la mesure où la première chose qu'ont faite les aliens fut d'attaquer des humains, de les tuer, de manger l'intérieur de leurs corps et de prendre leur place, avec une apparence d'êtres humains. Le scandale fut énorme, d'où la décision d'internement. Mais l'un des extraterrestre est parvenu à s'échapper du camp. Il est repéré par hasard par une adolescente, Amanda, qui a remarqué son étrange dégaine, ses habits mal assortis et difformes, son regard étrange. Elle apostrophe l'extraterrestre, et lui propose de l’aider à échapper aux forces de l'ordre. Surpris, l'extraterrestre lui demande comment elle a fait pour le démasquer ; Amanda lui fait part de ses observations. L'extraterrestre accepte la proposition d'Amanda, qui la conduit au domicile familial (ses parents sont partis pour le week-end). Amanda se réjouit des deux jours à venir : elle qui avait été « larguée » par son copain Charley et qui avait pris le parti de passer un week-end seul et triste, voici une compagnie inattendue et exotique ! L'extraterrestre lui apprend qu'il a pris le corps d'une jeune femme du camp, et qu'à un moment, il faudra qu'Amanda lui fournisse de la nourriture, de la « nourriture vivante » précise-t-il. Amanda, qui a faim, se prépare un sandwich. L'extraterrestre est sur ses talons et explore le garde-manger. Il teste notamment les épices et condiments : l'un d'eux retient particulièrement son attention. Il s'agit de l'origan, qui agit sur lui comme le cannabis agit sur un être humain : l'extraterrestre en consomme et commence à « planer ». Soudain le téléphone sonne : c'est Charley, qui annonce à Amanda qu'il vient récupérer des cassettes audio oubliées chez elle. Amanda avertit l'extraterrestre qu'il va pouvoir manger Charley et prendre son corps ; pendant ce temps là, elle va sortir faire des courses. L'extraterrestre accepte avec joie le repas à venir. Quand elle revient à la maison une heure après, l'extraterrestre a pris le corps de Charley, après avoir mangé son propriétaire. Amanda lui remet le tube d'origan ; l'extraterrestre s'en empare et en prend une grande dose. Il s'écroule à terre, complètement « stoned ». Amanda en profite pour appeler la police : elle déclare qu'elle a été enlevée par l'extraterrestre, et qu'au péril de sa vie, elle tente d'alerter les autorités. L'extraterrestre est facilement fait prisonnier par la police, et les médias s'en donnent à cœur joie, louant le courage héroïque de l'adolescente face à « l'espèce la plus dangereuse de l'univers connu ». Amanda sourit et se dit qu'elle connaît une espèce encore plus dangereuse, celle des adolescentes californiennes…
- Liens externes :
  - « Liste des publications en France » sur le site NooSFere
  - Fiche sur iSFdb : liste des publications dans le monde

### Serpent et océan, océan et serpent
- Titre original : The Affair
- Parutions :
  - aux États-Unis :
  - en France :
- Situation dans le recueil (éd. J'ai lu) : p. 454 à 481
- Traduction : Pierre K. Rey, revue par Pierre-Paul Durastanti pour la présente édition
- Résumé :
- Liens externes :
  - « Liste des publications en France » sur le site NooSFere
  - Fiche sur iSFdb : liste des publications dans le monde

### Échanges touristiques
- Titre original : Tourist Trade
- Parutions :
  - aux États-Unis :
  - en France :
- Situation dans le recueil (éd. J'ai lu) : p. 482 à 523
- Traduction : Hélène Collon
- Résumé :
- Liens externes :
  - « Liste des publications en France » sur le site NooSFere
  - Fiche sur iSFdb : liste des publications dans le monde

### Multiples
- Titre original : Multiples
- Parutions :
  - aux États-Unis :
  - en France :
- Situation dans le recueil (éd. J'ai lu) : p. 524 à 549
- Traduction : Pierre K. Rey, revue par Pierre-Paul Durastanti pour l'édition J'ai lu
- Résumé :
- Liens externes :
  - « Liste des publications en France » sur le site NooSFere
  - Fiche sur iSFdb : liste des publications dans le monde

### Contre Babylone
- Titre original : Against Babylon.
- Explication du titre : l'auteur, en toute fin de récit, insère deux versets tirés de la Bible, en l'occurrence Jérémie, chapitre 51, versets 1 et 2, qui évoquent la colère (ou la vengeance) de Dieu à l'encontre des habitants de Babylone. Les « vanneurs » évoqués dans le verset 2 peuvent, du point de vue de Carmichael, être assimilés aux extraterrestres, la ville de Los Angeles étant pour sa part la représentation de Babylone [3].
- Parutions :
  - États-Unis : mai 1986 dans Omni
  - France : 1989 dans Pavane au fil du temps
- Situation dans le recueil (éd. J'ai lu) : p. 550 à 579
- Traduction : Pierre K. Rey, revue par Jacques Chambon pour l'édition J'ai lu
- Résumé : Carmichael, pilote d'avion spécialisé dans les incendies, est appelé en renfort à Los Angeles pour éteindre plusieurs feux aux alentours de la ville. Une fois arrivé à l'aéroport, on lui apprend que c'est la chaleur des moteurs de vaisseaux spatiaux d'extraterrestres atterris le matin même qui sont à l'origine de ces feux. À chaque ravitaillement de son avion en produit ignifugeant à l'aéroport, Carmichael suit les nouvelles à propos de ces extraterrestres, des créatures d'environ cinq mètres de haut et ressemblant à des calmars géants, qui ont capturé une trentaine d'humains dans les rues de Los Angeles. Un policier le contacte pour lui apprendre que sa femme Cindy fait partie des captifs. Peu après les extraterrestres relâchent tous les captifs, à l'exception de Cindy. Une fois le contact établi avec l'un des vaisseaux spatiaux, Carmichael apprend que sa femme refuse d'être libérée ! Elle lui explique que par des contacts télépathiques qu'elle a eus avec eux, elle a découvert que ces extraterrestres forment un peuple pacifique, à la tête d'une grande civilisation, et qu'ils n'étaient pas conscients que leurs moteurs allaient créer les incendies. Elle a accepté de partir avec eux sur leur planète d'origine, et le voyage sera assez long (environ 48 années terriennes). Carmichael n'est pas trop surpris d'apprendre tout ceci, sa femme Cindy ayant toujours été assez originale et intéressée par l'existence éventuelle d'autres intelligences dans l'univers. Il n'insiste pas beaucoup pour la convaincre de rester, sachant que c'est peine perdue. Carmichael, épuisé et perturbé par les événements, remonte dans son avion et décolle sans autorisation. Il se dirige droit dans les collines en feu, s'écrase avec son avion et meurt.
- Liens externes :
  - « Liste des publications en France » sur le site NooSFere
  - Fiche sur iSFdb : liste des publications dans le monde

### Symbiote
- Titre original : Symbiont
- Parutions :
  - États-Unis : juin 1985 dans Playboy
  - France : juillet 1986 dans Playboy
- Situation dans le recueil (éd. J'ai lu) : p. 580 à 608
- Traduction : Jacques Chambon
- Résumé : Dans un lointain futur, Chollie et Fazio sont deux jeunes soldats envoyés en mission sur la planète Weinstein au climat tropical afin de la reprendre à l'espèce des Ovoïdes. Le principe consiste à en capturer quelques-uns, de les contaminer par des latchenangos, des parasites. Une fois de retour à leur base, les parasites se développeront et contamineront l'ensemble des Ovoïdes qui mourront en quelques semaines. De leur côté, les Ovoïdes utilisent un autre parasite, les symbiotes synthétiques (appelés « symsyns » puis « zinzins » par les soldats), qui prennent possession un être humain en vivant en symbiose avec celui-ci et en pouvant le contrôler, et ceci indéfiniment. Les rumeurs à propos de ces zinzins sont si terrifiantes que Chollie et Fazio se font la promesse mutuelle de tuer l'autre s'il se retrouve contaminé, la mort étant préférable à vivre éternellement dans la souffrance et sous contrôle. Pendant la mission sur Weinstein, Fazio se fait contaminer par un zinzin… On retrouve Chollie dix ans plus tard, qui n'a plus jamais eu de nouvelles de Fazio après la fin de la guerre, sachant juste que celui-ci a été envoyé en quarantaine. Chollie travaille maintenant sur la station de Bételgeuse, où il organise avec sa compagne Elisandra des excursions dans de petits véhicules spatiaux à proximité de l'étoile. C'est alors que Fazio apparaît, et malgré son apparence totalement difforme et monstrueuse due au parasite, Chollie le reconnaît. Fazio lui reproche de ne pas avoir tenu sa promesse et lui rappelle qu'il aurait dû le tuer lorsque le Zinzin l'a contaminé. De mauvaise foi, Chollie invoque le manque de temps et le fait que l'équipe médicale était arrivée immédiatement pour les secourir, mais il vit en réalité dans le remords d'avoir manqué de courage et de ne pas l'avoir tué. Fazio est dans l'incapacité de se donner la mort, le symbiote en lui partageant ses pensées et l’empêchant d'agir. Chollie et Elisandra décident alors de proposer une excursion à proximité de Bételgeuse à Fazio, et de provoquer un incident afin de l'envoyer au cœur de la supergéante rouge. Mais au moment de l'embarquement, le symbiote se doute du piège et prend possession de Fazio pour lutter. Chollie parvient à tuer Fazio en l'étranglant, mais le parasite n'est pas mort, s'échappe de son corps et prend possession d'Elisandra. Chollie dépose alors le corps sans vie de Fazio dans le véhicule spatial, et trouve cette fois le courage d'y mettre aussi Elisandra, afin de les expédier tous les deux au cœur de l'étoile. La nouvelle se termine par ces mots : « Je suis encore hanté. Mais ce n'est plus le fantôme de Fazio qui me rend visite, ni même celui d'Elisandra — pas après tout ce temps. Je crois que le fantôme qui me hante est le mien. »
- Liens externes :
  - « Liste des publications en France » sur le site NooSFere
  - Fiche sur iSFdb : liste des publications dans le monde

### Voile vers Byzance
- Titre original : Sailing to Byzantium.
- Parutions :
  - aux États-Unis :
  - en France : 
    - dans le recueil Univers 1987.
- Situation dans le recueil (éd. J'ai lu) : p. 609 à 689
- Traduction : Pierre-Paul Durastanti.
- Résumé :
- Liens externes :
  - « Liste des publications en France » sur le site NooSFere
  - Fiche sur iSFdb : liste des publications dans le monde

### Lever de soleil sur Pluton
Ne doit pas être confondu avec Lever de soleil sur Mercure.
- Titre original : Sunrise on Pluto
- Parutions :
  - aux États-Unis : 1985
  - en France :
- Situation dans le recueil (éd. J'ai lu) : p. 690 à 705
- Traduction : Pierre-Paul Durastanti
- Résumé : Une expédition spatiale humaine arrive sur Pluton, dernière planète du système solaire à explorer. L'équipage a la surprise de découvrir des êtres peu évolués, ressemblant à des crabes et à l'étrange structure interne (sont-ce des animaux ? des robots extraterrestres ?) vivant à la surface de la planète, malgré l'absence d'oxygène et le froid intense qui y règne. Ces animaux ont un système interne composé, non pas de veines et de sang, mais de tubes minuscules dans lesquels se trouve de l'hélium superfluide, utilisant le système de la supraconductivité. Les animaux sont à l'arrêt quand il y a la « nuit » sur la planète et que la température est proche du zéro absolu et se mettent à bouger quand il y a le « lever de soleil », avec une température de zéro absolu + 7 degrés. Le narrateur (un des membres de l'expédition) se pose des questions sur la place de l'homme dans l'univers : si une espèce extraterrestre a pu voir le jour sur Pluton, planète totalement inhospitalière, alors il sera sans doute possible de trouver la vie ailleurs dans l'univers…
- Liens externes :
  - « Liste des publications en France » sur le site NooSFere
  - Fiche sur iSFdb : liste des publications dans le monde
- Remarque : la nouvelle est proposée au prix Locus 1986 dans la catégorie « Meilleure nouvelle », sans toutefois recevoir le prix.

### Hardware
- Titre original : Hardware
- Parutions :
  - États-Unis : octobre 1987 dans Omni
  - France : 1996 dans Les Éléphants d'Hannibal (éditions Denoël)
- Situation dans le recueil (éd. J'ai lu) : p. 706 à 721
- Traduction : Hélène Collon
- Résumé : Une sonde spatiale terrienne a rapporté du groupe d'astéroïdes troyens de Jupiter un artéfact que plusieurs scientifiques examinent. Le narrateur, qui est l'un des scientifiques, a acquis la conviction avec ses collègues, après analyses approfondies, que c'est un ordinateur d'origine extraterrestre vieux d'un milliard et demi d'années. Cet ordinateur est encore en état de fonctionnement, et après s'être rechargé grâce à la lumière ambiante, il commence à communiquer avec les ordinateurs présents dans le centre de recherche de la NASA situé à Tarrytown. L'ordinateur extraterrestre envoie des messages de salutations aux autres ordinateurs qu'il considère comme ses frères avant de réaliser qu'ils ne sont que des machines non dotées d'intelligence, et que ce sont les êtres humains qui sont les « maîtres ». Alors qu'un des scientifiques tente de réduire la puissance de ordinateur en le privant de lumière d'où il tire son énergie, celui-ci réagit et empêche les scientifiques de poursuivre l'action. L'ordinateur leur annonce qu'ils n'ont rien à craindre car il a des intentions pacifiques, et qu'il souhaite doter tous les ordinateurs de la Terre d'une véritable intelligence. Il leur explique qu'il est originaire de l'ancienne cinquième planète du système solaire, qui correspond actuellement à la ceinture d'astéroïdes située entre les orbites de Mars et de Jupiter. Cette ancienne planète a été détruite par un procédé relativement simple que l'ordinateur expose aux scientifiques, mais aussi à l'ensemble de la population de la Terre. Le narrateur se dit alors que les ordinateurs risquent de prendre le pouvoir, ou alors que des illuminés, voire des scientifiques, tenteront de reproduire les mécanismes physiques qui avaient abouti à la destruction de la cinquième planète. Le sort de cette ancienne planète les attend-il dans l'avenir plus ou moins proche ? La nouvelle se termine ainsi : « J'ai soudain eu la vision d'un avenir distant d'un milliard d'années où les habitants de lointaines étoiles (Rigel, Bételgeuse…) venaient fouiller dans les décombres de la Terre. La seule chose qu'ils retrouveraient intacte serait sans doute un morceau de hardware brillant. Et étranger à la Terre, en plus. J'ai pivoté pour revenir à l'écran. Le cours d'histoire se poursuivait. Je me suis demandé combien de petites choses utiles l'artéfact des astéroïdes avait encore à nous enseigner. »
- Liens externes :
  - « Liste des publications en France » sur le site NooSFere
  - Fiche sur iSFdb : liste des publications dans le monde

### Les Éléphants d'Hannibal
- Titre original : Hannibal's Elephants
- Parutions :
  - aux États-Unis : octobre 1988 dans Omni
  - en France : 1996 dans Les Éléphants d'Hannibal (éditions Denoël)
- Lien externe : Fiche sur iSFdb
- Situation dans le recueil (éd. J'ai lu) : p. 722 à 757
- Traduction : Hélène Collon
- Remarque : Dans la préface de cette nouvelle, l'auteur signale que c'est l'une des rares écrite avec quelques notes d'humour.
- Résumé : Le 5 mai 2005, alors qu'il se rend à Central Park pour y rejoindre sa maîtresse Maranta, le narrateur constate que les gens paniquent dans les rues. Il apprend qu'un vaisseau extraterrestre a atterri à Central Park, et que l'accès y est interdit et contrôlé par la police municipale. Les témoins racontent que des extraterrestres, ressemblant à des ballons bleus flottants au bout d'une ficelle, sont descendus du vaisseau. Ces extraterrestres ramassent les divers objets qu'ils trouvent et capturent quelques petits animaux. L'observation des autorités et des médias est rendue difficile car les extraterrestres détruisent systématiquement les caméras-robots envoyées. Le lendemain, c'est un deuxième vaisseau qui atterrit, et des créatures immenses de presque neuf mètres de haut en descendent. Le narrateur associe immédiatement ces créatures aux éléphants de guerre utilisés par le général carthaginois Hannibal. Toutes ces créatures sont maintenues dans Central Park grâce à un champ électronique hermétique mis en place par les autorités. Le narrateur retrouve Tim, le mari de sa maîtresse Maranta mais aussi un très bon ami, qui est un des membres de la Garde nationale chargés de surveiller le périmètre de surveillance des extraterrestres. Un soir, après s'être alcoolisés, ils se rendent à l'intérieur de Central Park afin d'observer les extraterrestres de plus près. Le lendemain, ils réalisent qu'à la suite de leur excursion, les immenses extraterrestres, sans doute à leur recherche, ont poursuivi et avalé plusieurs gros animaux du zoo de Central Park, puis ont traversé sans difficulté le champ hermétique auquel ils ne sont pas sensibles pour « se promener » dans les rues de New-York. Tim, le mari de Maranta, a été « englouti » par l'une des créatures. Les extraterrestres engloutissent plusieurs êtres humains et divers animaux. Ils repartent quelques jours après et se rendent en plusieurs endroits de la planète afin d'y faire divers prélèvements et analyses avec des appareils. Le narrateur est sommé par son épouse, Elaine, de répondre à la question de savoir si, le soir où il s'était rendu à Central Park avec Tim, il était avec une maîtresse. Le narrateur répond la vérité, à savoir son escapade avec Tim, mais Elaine ne le croit pas. Un divorce s'ensuit peu après, et le narrateur se remarie avec Maranta, devenue veuve après la disparition de Tim. Quatre ans après ces événements, trois vaisseaux extraterrestres réapparaissent dans le ciel new-yorkais, et libèrent tous les animaux et êtres humains qu'ils avaient capturés, et notamment Tim.
- Article connexe : la disparition d'un homme que tout le monde a cru mort, avec le remariage de sa « veuve », qui voit le retour de son ancien mari, fait penser à la nouvelle Le Colonel Chabert de Balzac.
- Liens externes :
  - « Liste des publications en France » sur le site NooSFere
  - Fiche sur iSFdb : liste des publications dans le monde

### Voir sans yeux
- Titre original : Blindsight
- Parutions :
  - aux États-Unis :
  - en France :
- Situation dans le recueil (éd. J'ai lu) : p. 758 à 790
- Traduction : Hélène Collon
- Résumé :
- Liens externes :
  - « Liste des publications en France » sur le site NooSFere
  - Fiche sur iSFdb : liste des publications dans le monde

### Le Rémissionnaire
- Titre original : The Pardoner's Tale
- Parutions :
  - aux États-Unis :
  - en France :
- Situation dans le recueil (éd. J'ai lu) : p. 791 à 823
- Traduction : Jacques Chambon
- Résumé :
- Liens externes :
  - « Liste des publications en France » sur le site NooSFere
  - Fiche sur iSFdb : liste des publications dans le monde

### L'Étoile de fer
- Titre original : The Iron Star
- Situation dans le recueil (éd. J'ai lu) : p. 824 à 855
- Traduction : Frédéric Lasaygues, revue par Pierre-Paul Durastanti pour l'édition J'ai lu

### La Compagne secrète
- Titre original : The Secret Sharer
- Parutions :
  - aux États-Unis :
  - en France :
- Situation dans le recueil (éd. J'ai lu) : p. 856 à 948
- Traduction : Jacques Chambon
- Résumé :
- Liens externes :
  - « Liste des publications en France » sur le site NooSFere
  - Fiche sur iSFdb : liste des publications dans le monde